# Kâma rupa
Kâma rupa (em sânscrito: kama, desejo; rupa, corpo), também conhecido como corpo de desejos, corpo emocional ou corpo astral, designa na teosofia e em algumas correntes rosacrucianas, um dos princípios da constituição humana.
Na teosofia é usado indistintamente kâma rupa e corpo de desejos para denotar o 4º princípio na constituição setenária do homem. Kâma rupa é a sede da mente (a mente humana, inferior), a parte da constituição do homem que contém as energias mentais e psíquicas.
Deve-se notar que na literatura teósofica original (como a escrita por Blavatsky) o termo "astral" não tem o mesmo significado de que o termo utilizado em literatura teosófica posterior (como a de C. W. Leadbeater). Nas obras de Blavatsky o corpo astral não se refere ao corpo emocional mas ao duplo etérico Linga Sharira. Contudo mais tarde C.W. Leadbeater e Annie Besant (Adyar School of Theosophy), e a seguir a eles, Alice Bailey, equacionaram o astral com o princípio kama (desejo) e designaram-no por corpo emocional (um conceito não encontrado na Teosofia anterior).
Na literatura rosacruciana de Max Heindel , (que foi também teósofo), fundador da Fraternidade Rosacruz, aceitam uma constituição tríplice do homem, e neste caso o chamam de corpo de desejos. Assim, diz-se que o homem é um Espírito tríplice, possuindo uma mente que governa o tríplice corpo. Assim, o Espírito Divino emana de si o corpo denso extraindo como alimento a Alma consciente; o Espírito de Vida emana de si o corpo vital, extraindo como alimento a Alma intelectual; e finalmente, o Espírito Humano emana de si o corpo de desejos, extraindo como alimento a Alma Emocional. 
Segundo estes mesmos rosacruzes, diz-se que o corpo de desejos tem uma densidade ainda inferior à do corpo vital, e é por meio dele que o homem exerce suas faculdades emocionais. Tal corpo amadurece no homem apenas na puberdade e tem a forma de uma esfera achatada, que circunda o corpo denso, sendo preso a este por meio do fígado. Após a morte, este corpo adquire a mesma forma do corpo denso durante a vida terrestre e permanece vivo por cerca de dois terços do tempo em que o indivíduo tenha vivido no mundo físico.
Além disto, outras correntes rosacruzes, como é o caso da Fraternitas Rosicruciana Antiqua, preferem propor uma constituição humana formada por três princípios: corpo, alma e espírito.
A Ordem Rosacruz, AMORC, codifica a existência de três níveis: o corpo físico, o corpo psíquico e a alma. O corpo psíquico equivale ao corpo astral, salvo por algumas diferenças conceituais de superfície. Os rosacruzes da AMORC acreditam que dividir o ser humano em tantos níveis (como a divisão setenária) pode causar certa confusão no público, por isso opta pela divisão ternária.

## Literatura de referência
1. ↑ , Heindel, Max, Os Mistérios Rosacruzes (Cap. IV - Constituição do Homem: Corpo Vital-Corpo de Desejos-Mente), 1911